# Georgia Tennant
Georgia Elizabeth Tennant, nata Georgia Elizabeth Moffett (Londra, 25 dicembre 1984), è un'attrice britannica.
Figlia di Peter Davison, noto per la parte del Quinto Dottore, e moglie di David Tennant, noto per la parte del Decimo Dottore, è quindi "figlia" e al contempo "moglie" del Dottore. È inoltre legata al franchise del Doctor Who anche per aver recitato nell'episodio La figlia del Dottore, interpretando Jeny, figlia del Decimo Dottore, oltre che per aver prestato la voce nelle serie Doctor Who: Dark Eyes e Doctor Who: Dreamland e per aver prodotto il cortometraggio diretto dal padre The Five(ish) Doctors Reboot.

## Biografia
Georgia è nata a Natale, il 25 dicembre 1984, al Queen Charlotte's and Chelsea Hospital di Hammersmith, West London, figlia degli attori Sandra Dickinson e Peter Davison (pseudonimo di Peter Moffett), quest'ultimo noto per aver interpretato la quinta rigenerazione del Dottore, nella serie classica Doctor Who. Ha frequentato la St Edward's School di Oxford.
Ha debuttato in televisione a 15 anni nella serie televisiva Peak Practice, nel ruolo di Nicki Davey. Tra il 2002 e il 2009 ha interpretato il ruolo di Abigail, figlia di Samatha Nixon, nella serie televisiva Metropolitan Police (The Bill). Un altro ruolo per cui è nota è quello del 2008 di Jenny, figlia del Decimo Dottore in La figlia del Dottore, sesto episodio della quarta stagione della nuova serie di Doctor Who. Nel 2009 interpreta il ruolo di Lady Vivian in Sogni d'oro, decimo episodio della seconda stagione della serie televisiva Merlin.
Tra il 2020 e il 2021 produce la serie Staged, dove recita nel ruolo di sé stessa insieme al marito, David Tennant, e agli attori Michael Sheen e Anna Lundberg.

## Vita privata
Rimasta incinta dopo una breve relazione con uno studente di due anni più grande, il 27 marzo 2002, poco più che 17enne, Georgia ha dato alla luce il suo primo figlio, Ty.. Il 30 dicembre 2011 si è sposata con l'attore David Tennant, conosciuto tre anni prima recitando nella serie televisiva Doctor Who, che ha adottato Ty dandogli il suo cognome. In seguito la coppia ha avuto altri quattro figli: Olive, nata il 29 marzo 2011; Wilfred, nato il 2 maggio 2013; Doris, nata il 9 novembre 2015, e Birdie, nata il 13 ottobre 2019.
La Moffett è una mecenate di Straight Talking - Peer Education, un'organizzazione di beneficenza istituita per educare i giovani sulla gravidanza adolescenziale.
Nel 2018 le è stato diagnosticato e curato con successo un carcinoma cervicale in fase iniziale.

## Filmografia parziale

### Attrice

#### Cinema
- 96 Ways to Say I Love You, regia di Daisy Aitkens - cortometraggio (2015)
- You, Me and Him, regia di Daisy Aitkens (2017)

#### Televisione
- Peak Practice – serie TV, 4 episodi (1999)
- Metropolitan Police (The Bill) – serie TV, 26 episodi (2002-2009)
- The Second Quest, regia di David Jason – film TV (2004)
- Holby City – serie TV, episodi 7x09-17x04 (2004-2014)
- Where the Heart Is – serie TV, 17 episodi (2004-2005)
- Like Father Like Son – miniserie TV (2005)
- Tom Brown's Schooldays, regia di Dave Moore – film TV (2005)
- Fear, Stress & Anger – miniserie TV (2007)
- Bonkers – miniserie TV (2007)
- Casualty – serie TV, 3 episodi (2007-2014)
- The Last Detective – serie TV, episodio 4x01 (2007)
- My Family – serie TV, episodio 8x02 (2008)
- Doctor Who – serie TV, episodio 4x06 (2008)
- Spooks: Code 9 – miniserie TV (2008)
- Miss Marple (Agatha Christie's Marple) – serie TV, episodio 4x04 (2009)
- Merlin – serie TV, episodio 2x10 (2009)
- Playhouse Live – miniserie TV, episodio 3 (2010)
- Thorne – miniserie TV, episodi 2 e 3 (2010)
- White Van Man – miniserie TV, episodi (2011)
- The Five(ish) Doctors Reboot, regia di Peter Davison – cortometraggio TV (2013)
- In the Dark, regia di Gilles Bannier e Ulrik Imtiaz Rolfsen – miniserie TV (2017)
- Staged – serie TV (2020-2021)
- Meet the Richardson – serie TV, episodio 3x01 (2022)
- The Sandman – serie TV, episodio 3x11 (2022)
- The Horne Section – miniserie TV (2022)

### Doppiatrice
- Dreamland – miniserie animata (2009)

## Teatro
- Eclipse of the Heart, Menier Chocolate Factory (2007)
- Hens, Riverside Studios (2010)
- What the Butler Saw, Vaudeville Theatre (2012)

## Doppiatrici italiane
Nelle versioni in italiano delle opere in cui ha recitato, Georgia Tennant è stata doppiata da:
- Emanuela D'Amico in Miss Marple
- Ilaria Latini in Merlin